# (6726) Suthers
(6726) Suthers es un asteroide perteneciente al Cinturón de asteroides, región del sistema solar que se encuentra entre las órbitas de Marte y Júpiter.
Fue descubierto el 5 de agosto de 1991 por Henry E. Holt desde el observatorio Palomar.

## Designación y nombre
Designado provisionalmente como 1991 PS. Fue nombrado en honor de Paul Graham Sutherland (n. 1952) quien es un astrónomo aficionado que ha estado estrechamente involucrado con la Sociedad de Astronomía Popular. Como periodista de noticias, ha sido responsable de llevar muchas historias astronómicas a un público más amplio y ahora dirige el sitio web Spacestories.com .

## Características orbitales
Suthers está situado a una distancia media del Sol de 2,287 ua, pudiendo alejarse hasta 2,502 ua y acercarse hasta 2,073 ua. Su excentricidad es 0,094 y la inclinación orbital 4,303 grados. Emplea 1263,51 días en completar una órbita alrededor del Sol.

## Características físicas
La magnitud absoluta de Suthers es 14,28. Tiene 3,455 km de diámetro y su albedo se estima en 0,207.